# Wizyty zagraniczne prezydent Zuzany Čaputovej

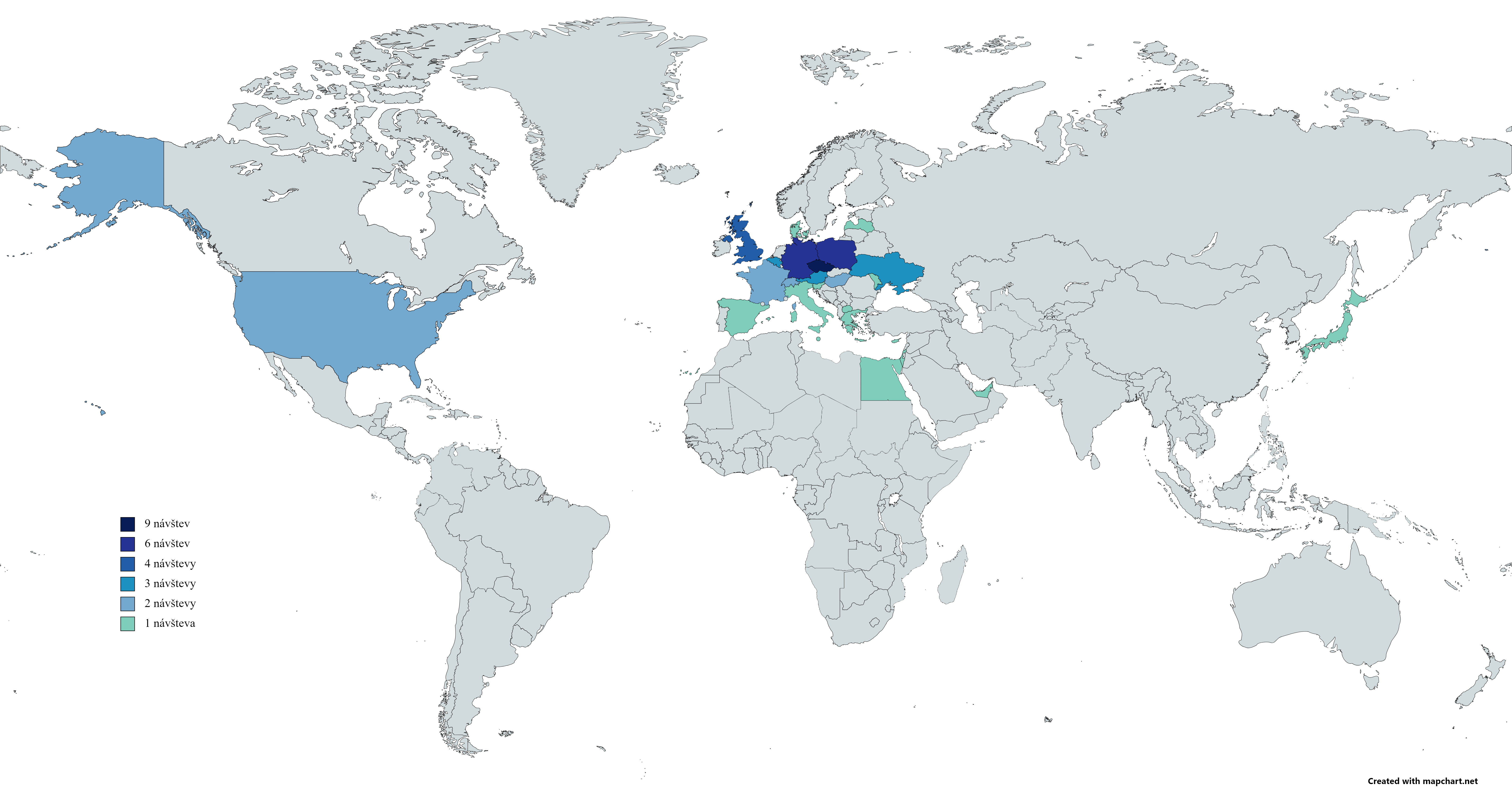
Mapa odwiedzonych państw

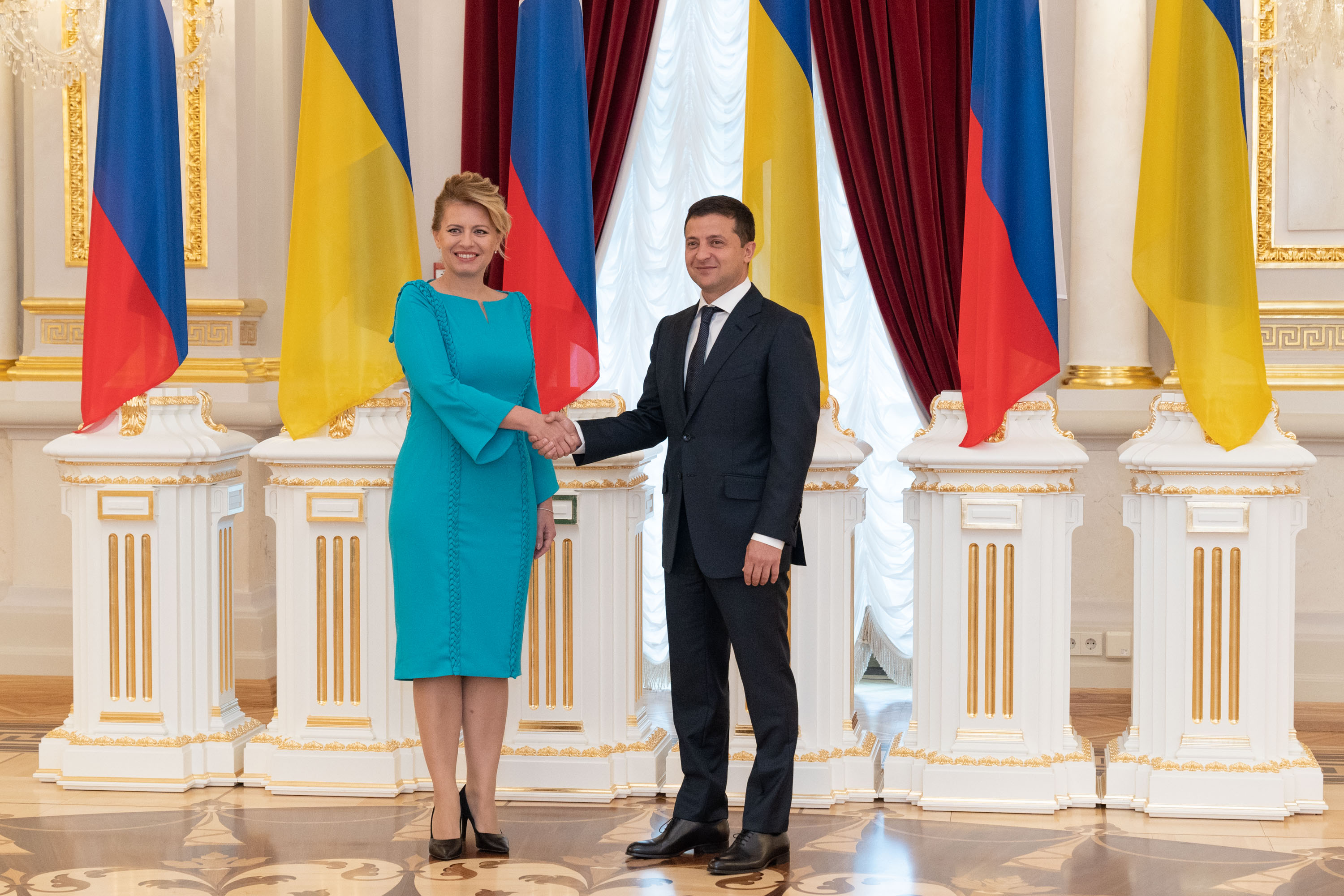
Zuzana Čaputová i Wołodymyr Zełenski, 2019

To jest lista oficjalnych wizyt zagranicznych prezydent Słowacji Zuzany Čaputovej, począwszy od początku jej urzędowania, tj. od dnia 15 czerwca 2019 r. Zuzana Čaputová w pierwszych pięciu miesiącach sprawowania urzędu odwiedziła 12 państw.
Od czerwca 2019 r. Čaputová odwiedziła następujące państwa:
- 1 wizyta: Belgia, Francja, Izrael, Japonia, Węgry, Austria, Wielka Brytania, Stany Zjednoczone (stany Nowy Jork i New Jersey), Szwajcaria, Ukraina
- 3 wizyty: Czechy, Niemcy, Polska

## Pierwsza podróż

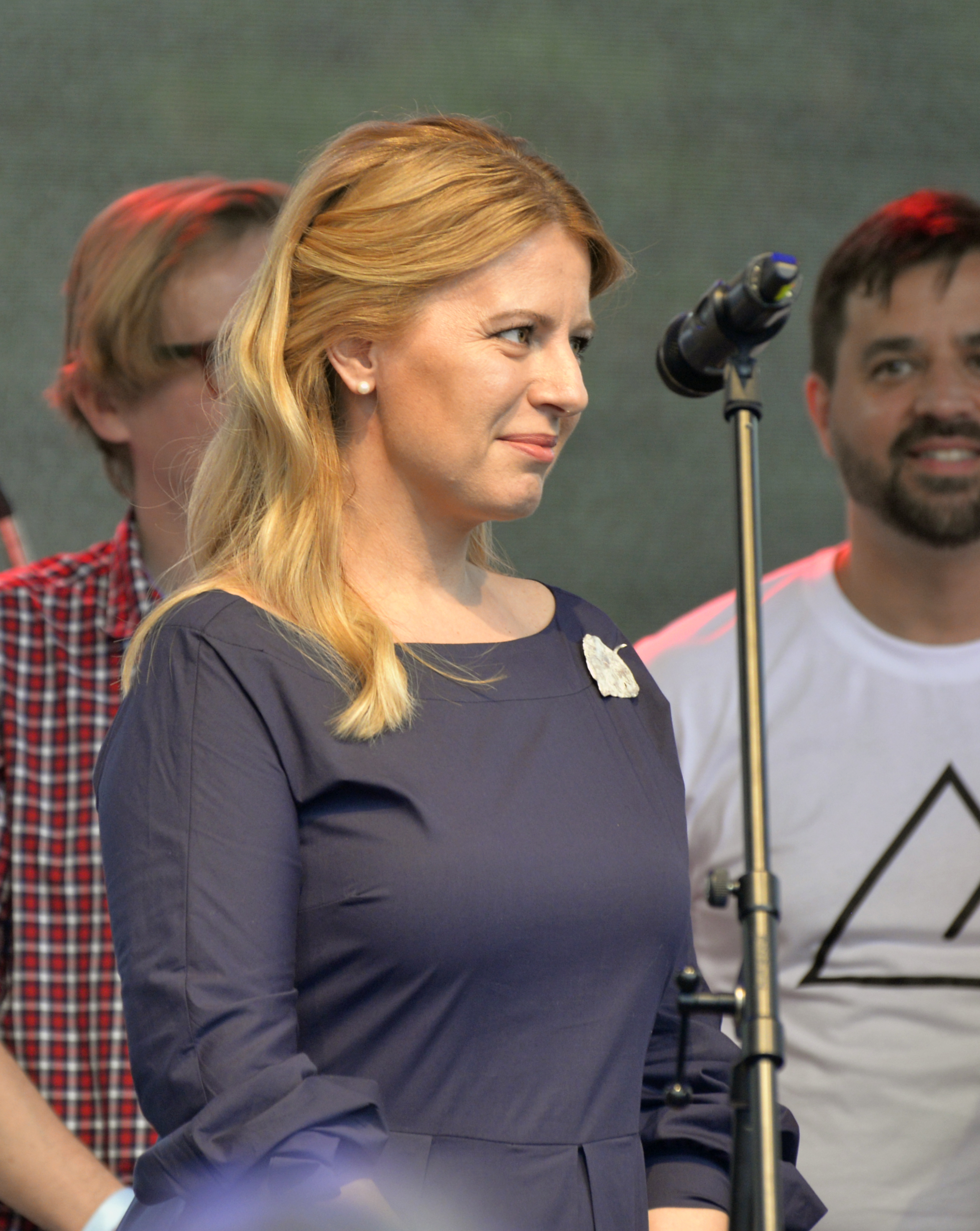
Zuzana Čaputová na koncercie podczas wizyty w Pradze

Zgodnie z tradycją ustanowioną przez innych prezydentów Słowacji, Zuzana Čaputová wybrała się w swoją pierwszą zagraniczną podróż do Czech. Przybyła na dziedziniec Zamku Praskiego, gdzie czekał na nią prezydent Miloš Zeman 20 czerwca 2019 r. dokładnie o godzinie 10.30. Gdy wysiadła z limuzyny, setki zgromadzonych przed zamkiem zaczęły skandować: „Niech żyje Słowacja!”. Prezydenci udali się na spotkanie, do którego później dołączyły delegacje. Wzięli udział we wspólnym obiedzie i konferencji prasowej. Na konferencji prasowej prezydenci zapowiedzieli, że do końca 2019 roku otworzą Dom Czeski w Bratysławie z „czeskim pubem”, o który walczył prezydent Zeman. Prezydent Czech docenił przyjazną atmosferę spotkania.
Po południu słowacki prezydent spotkał się z przedstawicielami czeskiego parlamentu. Najpierw z przewodniczącym Senatu Republiki Czeskiej Jaroslavem Kuberą i innymi osobami z Senatu. Według Kubera na spotkaniu panowała przyjemna atmosfera. Następnie spotkała się na krótko z Radkiem Vondráčkiem, przewodniczącym Izby Poselskiej Republiki Czeskiej.
Słowacka prezydent uczciła pamięć Milana Rastislava Štefánika, składając wieniec pod jego pomnikiem na Petřínie. Pokłoniła się przed grobem ostatniego prezydenta Czechosłowacji i pierwszego prezydenta niepodległych Czech Václava Havla. Powiedziała o Havlu, że był dla niej wspaniałym wzorem do naśladowania.
Oficjalny program zakończył się koncertem „Zuzanna nie jest sama w domu”, który dla prezydenta Słowacji zorganizowali na praskiej Kampie Słowacy mieszkający w Czechach i inni sympatycy. Niektórzy internauci w mediach społecznościowych skrytykowali fakt, że prezydent Čaputová zabrała ze sobą kilku muzyków ze Słowacji. Doradca prezydenta Martin Burgr zarzucił jednak, że jest to powszechna praktyka, gdyż prezydent Kiska często zabierał ze sobą na wyjazdy zagraniczne osoby, które brały udział w oficjalnych wydarzeniach w ramach programu.

## Lista

### 2019
| Nr | Data                                 | Państwo           | Miasto                           | Szczegóły |
| -- | ------------------------------------ | ----------------- | -------------------------------- | --- |
| 1  | 20 czerwca 2019                      | Czechy            | Praga                            | Spotkanie z prezydentem Milošem Zemanem, przewodniczącym Senatu Jaroslavem Kuberem i Izby Poselskiej Radkiem Vondráčkiem. Złożenie wieńców w celu uczczenia pamięci Milana Rastislava Štefánika i Václava Havla. Oficjalny program wizyty zakończono koncertem Zuzana nie je sama doma. |
| 2  | 25 czerwca 2019                      | Belgia            | Bruksela                         | Spotkanie z przewodniczącym Komisji Europejskiej Jeanem-Claude’em Junckerem, sekretarzem generalnym NATO Jensom Stoltenbergom, królem Belgii Filipem I Koburgiem i słowackimi dyplomatami. Spotkanie ze słowacką mniejszością. |
| 3  | 11 czerwca 2019                      | Węgry             | Budapeszt                        | Spotkanie z prezydentem Jánosem Áderem i premierem Viktorem Orbánem, wspomnienie pierwszego po przemianach politycznych niekomunistycznego prezydenta Árpáda Göncza, spotkanie ze społecznością słowacką. Wyrażenie uznania dla demokracji liberalnej. |
| 4  | 15 lipca 2019                        | Polska            | Warszawa                         | Spotkanie z prezydentem Andrzejem Dudą, marszałkiem Sejmu Markiem Kuchcińskim i marszałkiem Senatu Stanisławem Karczewskim oraz z premierem Mateuszem Morawieckim. |
| 5  | 24 lipca 2019                        | Francja           | Paryż                            | Spotkanie z prezydentem Emmanuelem Macronem, złożenie kwiatów przed paryskim klubem muzycznym Bataclan, zniszczonego w czasie zamachów w Paryżu w 2015 r.. |
| 5  | 25 lipca 2019                        | Francja           | Meudon                           | Złożenie wieńca przed pomnikiem M.R. Štefánika. |
| 6  | 10 sierpnia 2019                     | Szwajcaria        | Ascona                           | Odebranie europejskiej nagrody za kulturę polityczną, wzięcie udziału w debacie na temat bieżących wydarzeń w Europie. |
| 7  | 21 sierpnia 2019                     | Niemcy            | Berlin                           | Spotkanie z prezydentem Frankiem-Walterem Steinmeierem i kanclerz Angelą Merkel. Čaputova założyła wieniec przed pomnikiem poświęconym ofiarom Muru Berlińskiego i spotkała się z mniejszością słowacką. |
| 7  | 22 sierpnia 2019                     | Niemcy            | Berlin                           | Spotkanie z prezydentem Frankiem-Walterem Steinmeierem i kanclerz Angelą Merkel. Čaputova założyła wieniec przed pomnikiem poświęconym ofiarom Muru Berlińskiego i spotkała się z mniejszością słowacką. |
| 8  | 30 sierpnia 2019                     | Austria           | Wiedeń                           | Spotkanie z prezydentem Alexandrem Van der Bellenem, kanclerz Brigitte Bierlein oraz z pracownikami słowackiej ambasady i stałych misji Słowacji w ONZ i OBWE w Wiedniu. Odwiedziny w muzeum Albertina. |
| 9  | 1 października 2019                  | Polska            | Warszawa                         | Uczestnictwo w 80. rocznicy kampanii wrześniowej, która jest uważana za początek II wojny światowej. |
| 10 | 16 października 2019                 | Ukraina           | Kijów                            | Spotkanie z prezydentem Wołodymyrem Zełenskim i premierem Ołeksijem Honczarukiem. Złożenie wieńca przed grobem nieznanego żołnierza i uczczenie pamięci ofiar wielkiego głodu. |
| 11 | 20 września–27 września 2019         | Stany Zjednoczone | Nowy Jork, NY East Brunswick, NJ | Odwiedziny w Czeskim Domu Narodowym i uczestnictwo w konferencji zorganizowanej przez GLOBSEC z okazji 30. rocznicy przemian demokratycznych w Europie Środkowej. Występ na walnym zgromadzeniu ONZ w Nowym Jorku i na szczycie klimatycznym. Spotkanie z lokalna społecznością słowacką na Festiwalu dziedzictwa słowackiego w New Jersey i z sekretarzem generalnym ONZ Antóniem Guterresem. |
| 12 | 2 października–3 października 2019   | Czechy            | Lány                             | Uczestnictwo w spotkaniu prezydentów Grupy Wyszehradzkiej, do którego później dołączyli prezydenci Słowenii i Serbii, Borut Pahor i Aleksandar Vučić. |
| 13 | 20 października–23 października 2019 | Japonia           | Tokio                            | Uczestnictwo w intronizacji cesarza Naruhita, spotkanie z japońskim premierem Shinzō Abem. |
| 14 | 9 listopada 2019                     | Niemcy            | Berlin                           | Uczestnictwo w obchodach 30 rocznicy zburzenia Muru Berlińskiego i upadku komunizmu w NRD. |
| 15 | 12 listopada 2019                    | Czechy            | Praga                            | Wspomnienie 30. rocznicy aksamitnej rewolucji. Wzięcie udziału w telewizyjnym programie dyskusyjnym ČT24 o nazwie Fokus Václava Moravca. |
| 16 | 3 grudnia–4 grudnia 2019             | Wielka Brytania   | Londyn, Watford                  | Wzięcie udziału w uroczystym przyjęciu zorganizowanym przez królową Elżbietę II w Pałacu Buckingham z okazji 70. rocznicy NATO oraz w przyjęciu zorganizowanego przez premiera Borisa Johnsona. Uczestnictwo w szczycie Rady Północnoatlantyckiej, przemówienie przed głowami państw Rady. Uczczenie pamięci generała Ivana Otta Schwarza i czechosłowackich żołnierzy walczących w II wojnie światowej. W Brookwoodu Zuzana Čaputová posadziła również Drzewo pokoju. To drzewo było również pierwszym, które posadziła jako głowa państwa. |

### 2020
| Nr  | Data                         | Państwo | Miasto     | Szczegóły |
| --- | ---------------------------- | ------- | ---------- | --- |
| 17  | 23 stycznia–24 stycznia 2020 | Izrael  | Jerozolima | Udział w międzynarodowym forum o Holokauście z okazji 75. rocznicy wyzwolenia obozu koncentracyjnego Auschwitz-Birkenau. Spotkanie z prezydentem izraela Re’uwenem Riwlinem, odwiedziny w świętych miejscach Izraela. |
| 18  | 27 stycznia 2020             | Polska  | Oświęcim   | Wzięcie udziału w uroczystości upamiętniającej 75. rocznicę wyzwolenia obozu Auschwitz-Birkenau. |
| 19. | 16 lutego 2020               | Niemcy  | Monachium  | Udział w konferencji dot. bezpieczeństwa, jednym z największych na świecie forów polityki bezpieczeństwa. Był to pierwszy Prezydent Republiki Słowackiej, który wziął udział w tym wydarzeniu.                        |

Data aktualizacji: 16 lutego 2020 r.